# Port lotniczy Resistencia
Port lotniczy Resistencia (hiszp. Aeropuerto Internacional de Resistencia, IATA: RES, ICAO: SARE) – międzynarodowy port lotniczy położony w Resistencia, w prowincji Chaco, w Argentynie. Lotnisko zostało wybudowane w 1965 roku, a terminal został ukończony w 1971. Jest znany także jako Port lotniczy Resistencia Generał José de San Martín.
Terminal pasażerski ma 6500 m², pas startowy 128,85 m², a plac postojowy 3,5 ha (który może obsługiwać duże samoloty takie jak Boeing 747), posiada parking dla 150 samochodów i jest to baza do RANE (region Aérea NORESTE). W roku 2007 obsłużył 99 tys. pasażerów.

## Linie lotnicze i połączenia
- Aerolíneas Argentinas (Buenos Aires-Jorge Newbery, Córdoba)